# Levélmolyszerűek
A levélmolyszerűek (Choreutoidea) a  rovarok (Insecta) osztályán belül a lepkék (Lepidoptera) rendjének egyik öregcsaládja. Egyetlen családjának a levélmolyféléket (Choreutidae) tekintik. Egyes rendszertanokból ez az öregcsalád teljesen hiányzik, azokban a levélmolyféléket a szitkárszerűek (Sesioidea) közé sorolják.
2008-ig 407 fajukat írták le.

## Származásuk, elterjedésük
Főleg a trópusokon és a mérsékelt égövben fordulnak elő. A legtöbb fajt az orientális és az ausztrál faunabirodalomból írták le. Egyik legismertebb fajuk, a Choreutis tigroides a kenyérfák (Artocarpus spp.) kártevője.
Európából csupán 17 faj került elő.

## Magyarországon honos fajaik
Magyarországon öt nemük kilenc faja honos:
Közülük a legelterjedtebb a lápréti levélmoly és az őszi levélmoly. A globális felmelegedéssel terjedő, adventív faj az eredetileg mediterrán kártevő fügelevélmoly.
- lápréti levélmoly (Anthophila fabriciana)
- fügelevélmoly (Choreutis nemorana)
- őszi levélmoly (Choreutis pariana )
- farkasalmamoly (Millieria dolosalis)
- pompás levélmoly (Prochoreutis myllerana)
- seprence-levélmoly (Prochoreutis sehestediana)
- csukóka-levélmoly (Prochoreutis stellaris)
- fészkesviráglakó levélmoly (Tebenna bjerkandrella)
- déli levélmoly (Tebenna micalis)

## Megjelenésük, felépítésük
Kis termetű lepkék. Számos fajuk színpompás, látványos.
Fejük simán pikkelyezett, szemük nagy. A homlokukhoz hajló ajaktapogatóik második íze ecsetszerű szőrcsomókat visel (különösen a Prochoreutis fajoké). A csáptőíz megnyúlt, a csápok elérik a szárny középvonalát vagy akár túl is nőnek rajta.
Az elülső szárnyak alakja a sodrómolyokéra hasonlít. Alapszínük olajbarnás szürke ezüstös–fehéres szalagokkal, illetve foltokkal. Fesztávolságuk 10–18 mm.

## Életmódjuk, élőhelyük
Hernyóik leveleket esznek; főleg:
- farkasalma (Aristolochia),
- bábakalács (Carlina),
- bogáncs (Carduus),
- hanga (Calluna),
- ringó (Eryngium),
- füge (Ficus),
- boróka (Juniperus),
- peremizs (Inula),
- csalán (Urtica),

fajok leveleit.
Szövedékben bábozódnak.
Magyarországon tavasztól őszig 1–3 nemzedékük fejlődik ki. Imágóik nappal repülnek.

## Gazdasági jelentőségük
Magyarországon komolyabb károkat főleg az almáskertekben okoznak (leginkább az őszi levélmoly).

## Rendszertani felosztásuk
A családot hagyományosan három alcsaládra osztják:
- Brenthiinae alcsalád két nemmel:
  - Brenthia (2008-ban 89 fajjal)
  - Litobrenthia (2008-ban 12 fajjal)
- Levélmolyformák (Choreutinae) alcsaládja közel húsz nemmel:
  - Alasea (2008-ban 1 fajjal)
  - Anthophila (2008-ban 12 fajjal) — Európában 3 faja él
  - Asterivora (2008-ban 23 fajjal)
  - Caloreas (2008-ban 18 fajjal)
  - Choreutis (2008-ban 96 fajjal) — Európában 3 faja él
  - Hemerophila (2008-ban 27 fajjal)
  - Melanoxena (2008-ban 1 fajjal)
  - Niveas
  - Peotyle (2008-ban 2 fajjal)
  - Prochoreutis (2008-ban 39 fajjal) — Európában 7 faja él
  - Rhobonda (2008-ban 3 fajjal)
  - Saptha (2008-ban 18 fajjal)
  - Tebenna (2008-ban 31 fajjal) — Európában 4 faja él
  - Telosphrantis (2008-ban 1 fajjal)
  - Tortyra (2008-ban 24 fajjal)
  - Trichocircaa
  - Zodia (2008-ban 5 fajjal)
- Milliermolyfélék (Millierinae) — 3 nem összesen négy fajjal[4]
- alcsaládba be nem sorolt nem:
  - Simaethis

A milliermolyféléket az utóbbi időben (Pastorális, 2011) önálló családnak tekintik; mi is akként tárgyaljuk őket.